# Burning ship (Fraktal)

Übersichtsbild des Burning-Ship-Fraktals

Detailansicht des kleinen Schiffes in der linken Fraktalhälfte

Das Burning Ship-Fraktal (unter Kennern und in Software auch abgekürzt als BS) wurde erstmals 1992 von Michael Michelitsch und Otto E. Rössler beschrieben und erstellt. Es wird durch Iteration der Funktion in der komplexen Ebene {\displaystyle \mathbb {C} } erzeugt:
{\displaystyle z_{n+1}=(|\operatorname {Re} \left(z_{n}\right)|+i|\operatorname {Im} \left(z_{n}\right)|)^{2}+c,\quad z_{0}=0}
Die Folge wird in Abhängigkeit vom Startwert entweder ausbrechen oder beschränkt bleiben. Das Fraktal wird von denjenigen Startwerten gebildet, für die die Folge beschränkt bleibt. Der Unterschied zwischen dieser Berechnung und derjenigen für die Mandelbrot-Menge besteht darin, dass die Real- und Imaginärteile vor der Quadrierung bei jeder Iteration auf ihre jeweiligen Absolutwerte gesetzt werden. Die Abbildung ist nicht analytisch, da ihre Real- und Imaginärteile nicht die Cauchy-Riemann-Gleichungen berücksichtigen.

## Implementierung

Animation eines kontinuierlichen Zoom-outs, um die Menge an Details für eine Implementierung mit maximal 64 Iterationen zu zeigen

Die untenstehende Pseudocode-Implementierung kodiert die komplexen Operationen für Z. Es sollte in Erwägung gezogen werden, Komplexe-Zahlen-Operationen zu implementieren, um einen dynamischeren und wiederverwendbaren Code zu ermöglichen. Beachten Sie, dass die typischen Bilder des Burning-Ship-Fraktals das Schiff aufrecht zeigen: Das tatsächliche Fraktal und das von dem unten stehenden Pseudocode erzeugte Fraktal ist entlang der x-Achse invertiert.
```
für jeden
 Bildpunkt (
x
, 
y
) auf dem Display, 
mache
:
    
x
 := skalierte x-Koordinate des Pixels (so skaliert, dass sie auf der Mandelbrot-X-Skala liegen (-2.5, 1))
    
y
 := skalierte y-Koordinate des Pixels (so skaliert, dass sie auf der Mandelbrot-Y-Skala liegen (-1, 1))
```

```
    
zx
 := 
x
 
// zx entspricht dem Realteil von z

    
zy
 := 
y
 
// zy entspricht dem Imaginärteil von z
```

```
    
iteration
 := 0
    
max_iteration
 := 1000
```

```
    
während
 (zx*zx + zy*zy < 4 
und
 iteration < max_iteration) 
mache

        
xtemp
 := zx*zx - zy*zy + x
        
zy
 := abs(2*zx*zy) + y 
// abs gibt den absoluten Wert aus

        
zx
 := xtemp
        
iteration
 := 
iteration
 + 1
```

```
    
wenn
 
iteration
 = 
max_iteration
 
dann
 
// Gehört zur Menge

        gib zurück 
insideColor
```

```
    
gib zurück
 
iteration
 × 
color
```

## Software
Software wie Kalle's Fraktaler enthält die Formel des Fraktals und ermöglicht einen Zoom in die Ebene.